# Rio do Prado
Rio do Prado es un municipio brasileño del estado de Minas Gerais. Su población estimada en 2004 era de 4.963 habitantes.